# Fahrzeugvollverklebung

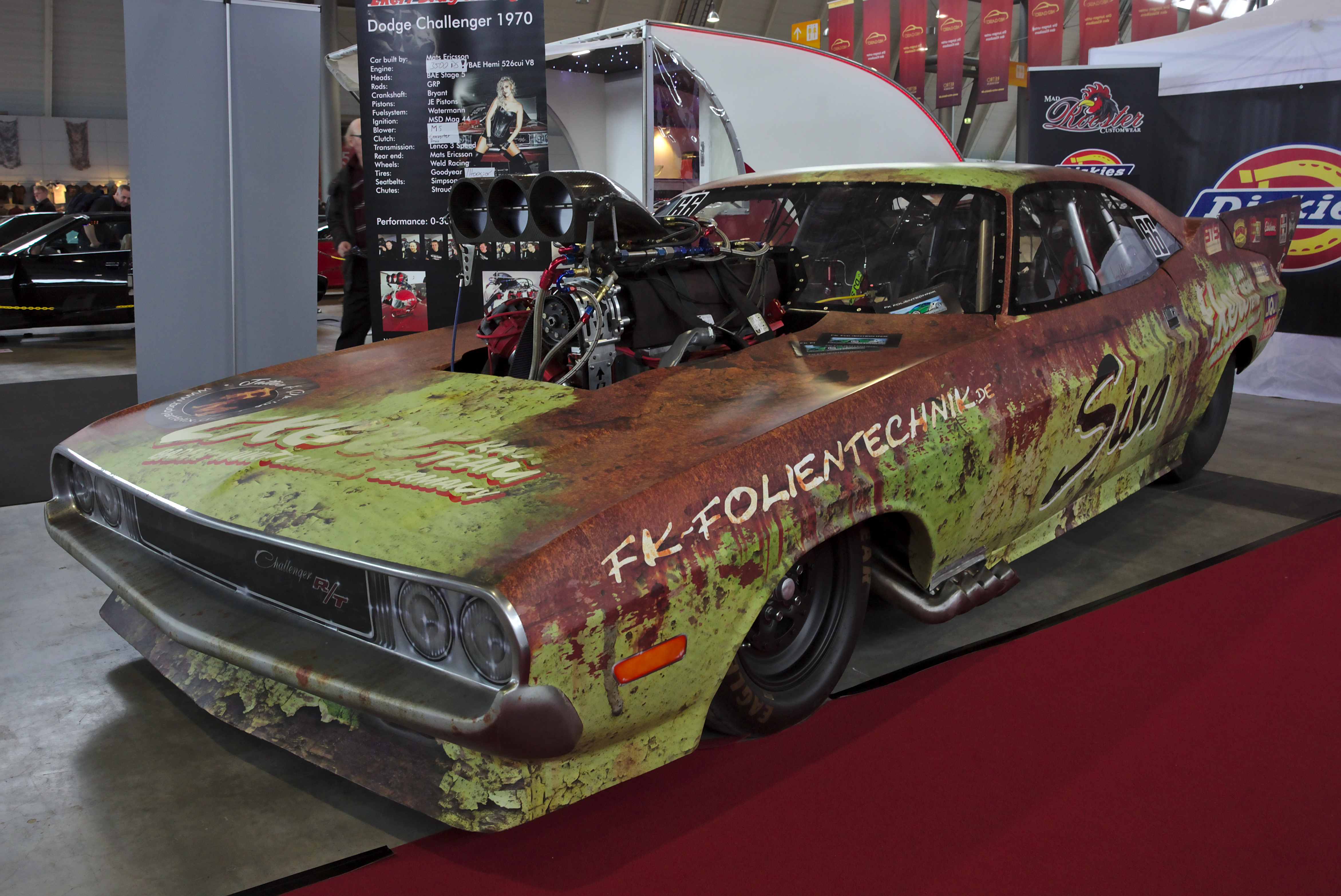
Fahrzeugvollverklebung bei einem Dodge Challenger

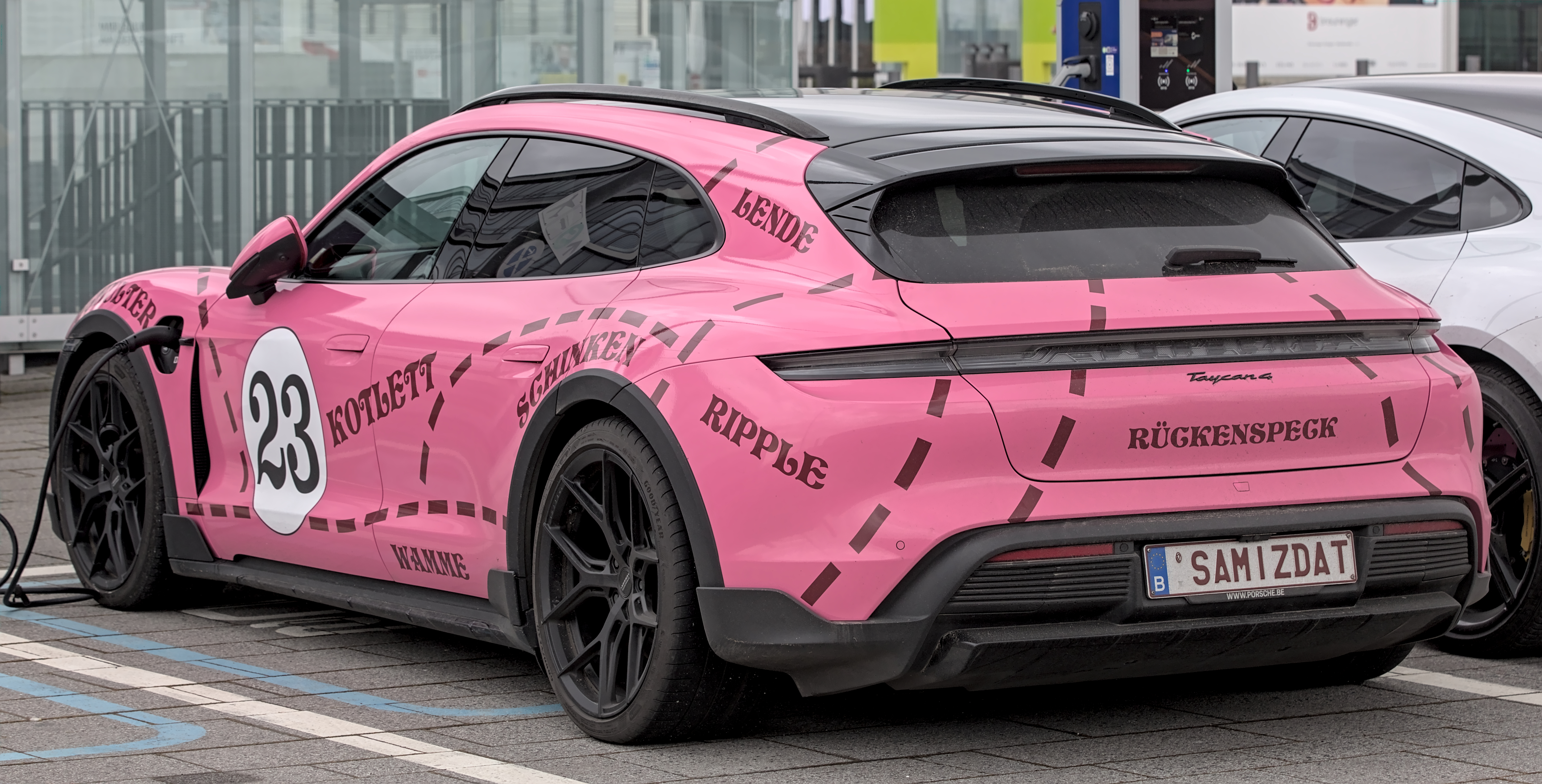
Fahrzeugvollverklebung bei einem Porsche Taycan Cross Turismo in Anlehnung an den Rennwagen Porsche 917/20 („Sau“) von 1971

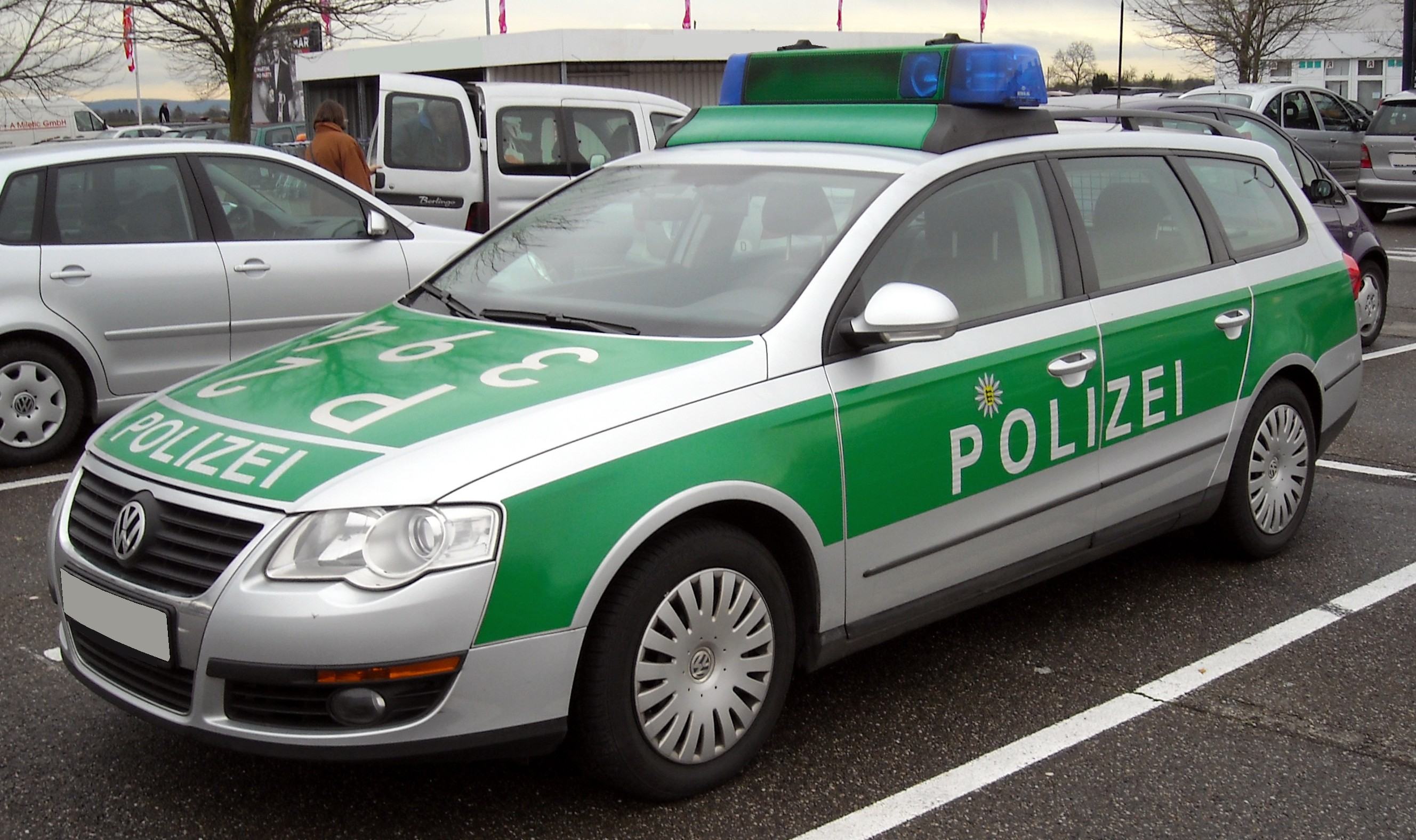
Folie auf einem Streifenwagen

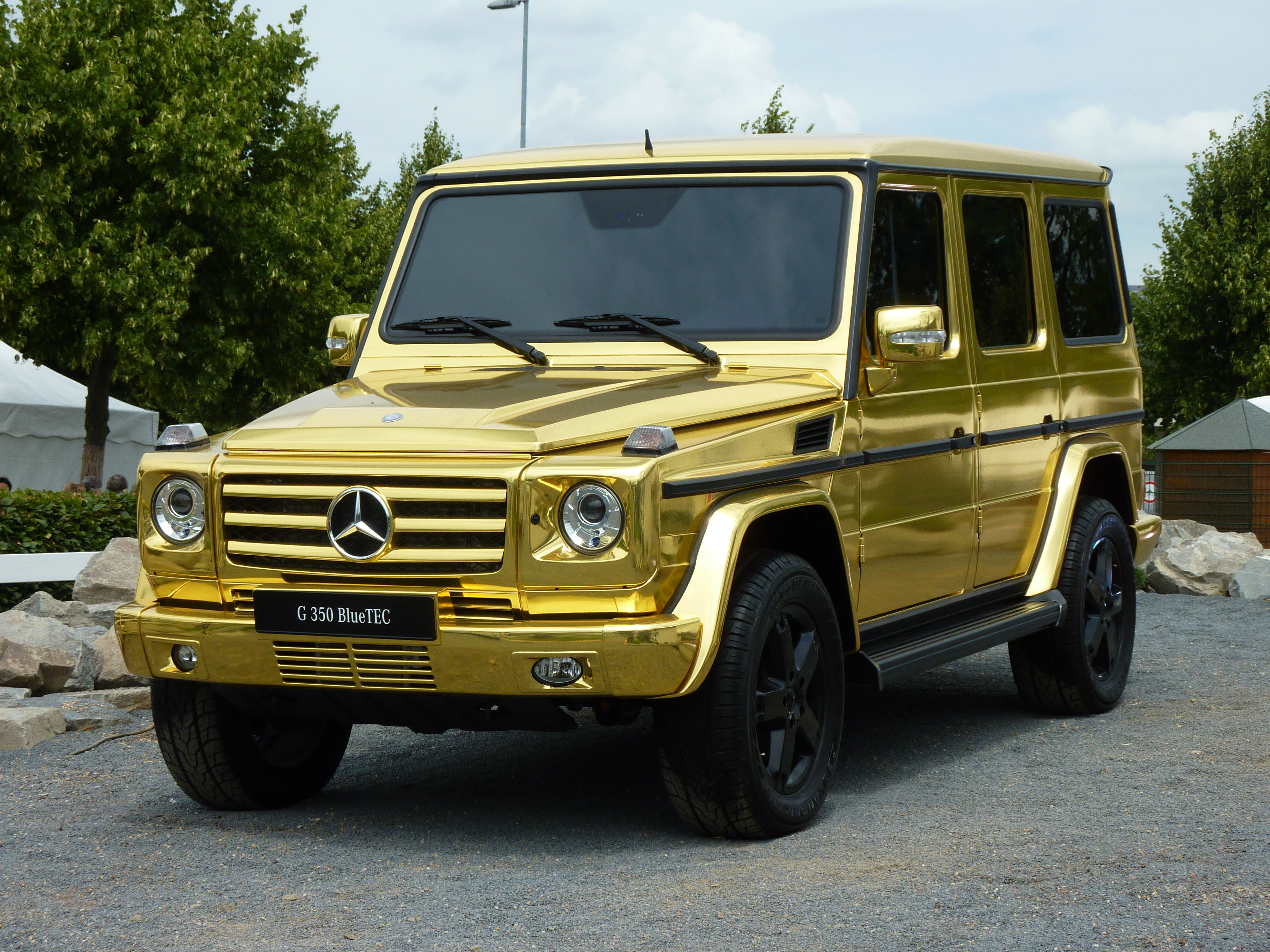
G 350 BlueTEC in Spiegelglanz-Goldlackfolie

Der Begriff Fahrzeugvollverklebung, auch (Fahrzeug-)Folierung, bezeichnet die großflächige Anbringung von selbstklebender, hochelastischer und dehnfähiger Kunststofffolie auf der Außenhaut von Fahrzeugen. Dies kann aus Gestaltungs-, Kennzeichnungs- oder Werbezwecken erfolgen. So ist ein weit verbreitetes Anwendungsgebiet die Ganzreklame auf öffentlichen Verkehrsmitteln. Außerdem wird sie zur Kennzeichnung von Fahrzeugen des Rettungsdienstes oder der Polizei genutzt. Auch die vorgeschriebene Farbe von Taxis wird häufig in Form einer Folie aufgebracht, um die Fahrzeuge später nach dem einfachen Entfernen – mit unversehrter Originallackierung – besser verkaufen zu können. Im privaten Bereich findet die Fahrzeugvollverklebung beim Fahrzeugtuning Anwendung. Durch Automobilhersteller wird beim sogenannten Erlkönig mit einem Spezialmuster versucht, das Aussehen ihrer Prototypen geheim zu halten.

## Eigenschaften
Die Haltbarkeit für die Folie wird abhängig vom Hersteller mit sieben Jahren und mehr angegeben. Bedruckte Materialien weisen gegenüber durchgefärbten Produkten eine kürzere Lebensdauer auf, da die verwendeten Tinten stark auf UV-Strahlung reagieren und verblassen. Aus diesem Grund werden diese Großformatdrucke laminiert, entweder mit geeigneten Flüssig- oder Folienlaminaten. Beim Car Wrapping sind Folienlaminate zu bevorzugen: sie sind elastischer, dehnfähiger und bieten höheren Schutz vor mechanischer Belastung.

## Folierungsablauf
Der Ablauf einer Folierung ist in unterschiedliche Arbeitsschritte untergliedert: Vorarbeiten, Reinigung, Folierung, End- und Nachkontrolle.
Zu den Vorarbeiten gehört es, jedes Karosserieteil einzeln zu vermessen und die Folienteile entsprechend zuzuschneiden. Zeitgleich oder anschließend findet die Reinigung der Außenhülle statt. Grobe Schmutzablagerungen durch den Alltagsgebrauch werden entfernt und anschließend erfolgt die Entfettung mit einem Spezialreiniger an den Oberflächen und Kanten. Diese sichert die einwandfreie Klebekraft der Folie. Erst nach Abschluss dieser Arbeiten kann der Folierungsprozess selbst beginnen. Dabei erfolgt die Verklebung einzelner Karosserieteile an einem Stück. Die Folie wird an Wölbungen wie etwa Sicken und Nieten mit Heißluft dehnbar gemacht und so der Form des Fahrzeugteils angepasst. Bei falscher Ausführung kann sich die Folie an diesen Stellen später lösen und aufreißen. Nachdem das Fahrzeugteil fertig foliert ist, kann durch das Erhitzen der Folienkanten auf 90 °C bis 100 °C ein neuer Urpunkt der Folie erreicht werden. Damit verliert diese ihre Rückzugseigenschaft. Nach einigen Wochen sollte eine Nachkontrolle durch den Folierer durchgeführt werden. Die Bewegungen des Materials können bewirken, dass sich Kanten oder Ecken lösen und korrigiert werden müssen.

## Vor- und Nachteile
Vorteile
Im Vergleich zu einer Lackierung ist die Fahrzeugvollverklebung kostengünstiger und kann durch Abziehen der Folie rasch rückgängig gemacht werden. Die Folie schützt den Originallack vor UV-Strahlung, kleinen Kratzern und Steinschlägen.
Nachteile
Bei einer „Sichtfolierung“ werden nur von außen sichtbare Fahrzeugteile foliert. Bereiche wie die Innenseite des Tankdeckel oder Einstiegsbereiche innerhalb des Türrahmens werden nicht beklebt. Bei schlechter Verarbeitung kann es dazu kommen, dass die Originalfarbe des Fahrzeugs auch von außen am Rand der Karosserieteile zu erkennen ist.
Bei der Entfernung von Folien minderer Qualität besteht die Möglichkeit den darunter liegenden Lack zu beschädigen bzw. anzulösen.
Bei dem Kauf eines bereits folierten Fahrzeuges (ggf. auch teilfolierten Fahrzeuges) können Schäden am darunter liegenden Lack nicht erkannt bzw. begutachtet werden. Mögliche Roststellen bleiben in den meisten Fällen ebenfalls unbemerkt.
Eine vollständige Folierung umfasst auch die Türeinstiege, Innenseiten von Türen und Heckklappe. Dies erfordert teilweise das Demontieren der Türen und Verkleidungen im Innenraum, um ein nahtloses Folieren zu ermöglichen. Dabei entstehen in den meisten Fällen sehr hohe Kosten für die De-/Montage der Bauteile.

## Lieferanten von Folien für eine Fahrzeugvollverklebung
Geeignete Folien für eine Fahrzeugvollverklebung liefern unter anderem Orafol, 3M, KPMF, Avery Dennison und Folientechnik Schweiz. Daneben gibt es zahlreiche kleinere Lieferanten.